# Eula Morgan
Eula Moulder Morgan fue una actriz estadounidense de cine y teatro desde la década de 1930 hasta la década de 1950. Pianista profesional durante su infancia, practicó el estudio de la ópera como carrera en su edad adulta, actuando en teatros en varios estados. Su primer papel en el cine fue en Música de estrellas en 1941 y tendría varias apariciones en películas en la década siguiente, de manera destacada en papeles que la presentaban cantando solos de ópera.

## Carrera
Nacida en Linn Creek, Misuri, hijo del Sr. y la Sra. Joseph H. Moulder, Morgan tocaba el piano a la edad de 15 años en orquestas profesionales en Montana y Oklahoma. También tocó el piano como acompañamiento de películas mudas en el Empress Theatre en Sapulpa, Oklahoma y el Majestic Theatre con Tom Herrick.
Después de ganar dos concursos de estudio de voz, se le permitió actuar en julio de 1927 en el Kimball Hall de Chicago como parte de la clase de ópera de Oscar Saenger e hizo trabajo de voz con Percy Rector Stephens. Luego pasó a estudiar canto en escuelas de Chicago y Nueva York antes de actuar en grandes óperas en Tulsa, Oklahoma y Oklahoma City. Además de sus actuaciones, Morgan enseñó como profesora de canto en Tulsa. Después de casarse, la pareja se mudó a San Luis, donde Morgan continuó actuando en el Little Theatre local y tuvo actuaciones con Light Opera Guild y Town Square Summer Stock.
Durante el verano de 1940, interpretó un pequeño papel en el Town Square Theatre en la obra Pastoral. Al solicitar un puesto en las representaciones teatrales de Willard Holland para el invierno de 1940 en el Pasadena Playhouse, aprovechó la oportunidad de estar tan cerca de Los Ángeles para postularse para vacantes de actuación. Morgan obtuvo una entrevista con Lynden Behymer y, aunque no tenía ningún papel de cantante en musicales en los que estuviera trabajando, pudo conseguirle un papel en una obra local. Poco después, Twentieth Century Fox se puso en contacto con Behymer en busca de una actriz que pudiera cantar ópera, por lo que recomendó a Morgan para el papel. Firmó un contrato cinematográfico con Fox a fines de 1940 para un papel en Música de estrellas como Madame Rinaldi. Durante su escena en la película, interpretó el sexteto Chi mi frena in tal momento de Lucía de Lammermoor de Donizetti. Su actuación fue descrita como «impresionante» por The St. Louis Star and Times, especialmente para un papel cinematográfico por primera vez, y mostró su capacidad proveniente del teatro, con su particular voz y actuación «grabada satisfactoriamente».
Después de su exitosa presentación inicial y sus papeles continuos en otras películas, Morgan se mudó a Hollywood desde San Luis. En la producción teatral de 1948 de Black John como Goldie, Hollywood Citizen-News dijo que Morgan «ruge con fuerza en su papel de esposa perseguidora», aunque tenía más «vigor que precisión» cuando se trataba de replicar un acento de Nueva Inglaterra. El New York Daily News describió su actuación y su papel como «una de las mujeres más duras jamás vistas en estos lugares».

## Vida personal
Estaba casada con Fred Morgan y juntos tuvieron un hijo.

## Teatro
- Solo ella lo sabe (1931)[10]
- La reina estaba en el salón [10]
- Lentejuelas de estrellas (1936)[10]
- El niño prodigio (1936)[10]
- César y Cleopatra [10]
- La viuda alegre como Madame Nova Kovich[11]
- Aida como Aida[12]
- Madama Butterfly [1]
- Cavalleria rusticana [1]
- Mañana a las siete (1939)[10]
- Pastoral (1940)[2]
- Amores (1941)[13]
- Inglés antiguo (1943) como Adela Heythorpe[14]
- Snafu (1945)[15]
- Black John (1948) como Goldie[16]
- Un cuento de Navidad (1949) (radioteatro)[17]

## Filmografía
- Música de estrellas (1941) como Madame Rinaldi[18]
- Dama por una noche (1942) como viuda[19]
- Secretos del subsuelo (1942) como la Sra. Calhoun[19]
- La señora Miniver (1942) como miembro del club Glee[19]
- Esta noche bombardeamos Calais (1943) como hija[14]
- La canción de Bernadette (1943) como Madame Nicoleau[14][20]
- Edad imprudente (1944) como Guardia[19]
- Wilson (1944) como cantante[19]
- Un ángel llega a Brooklyn (1945) como Olga Ashley[21]
- Déjalo a la rubia (1945) como Laura Meredith[22]
- Noche en el Paraíso (1946) como Townswoman[19]
- Jornada gloriosa (1946) como la Sra. Logan[23]
- Mother Wore Tights (1947) como cantante de ópera[19]
- Monsieur Verdoux (1947) como Phoebe Couvais[24]
- The Trouble with Women (1947) como la Sra. Pooler[19]
- El telón de acero (1948)[25]
- Los amores de Carmen (1948) como Mujer con corona[19]
- Nido de víboras (1948) como Asistente[19]
- Linda muñequita (1949) como Madame Zaubel[26]
- Tulsa, ciudad de lucha como Cantante de ópera (1949)
- Madame Bovary (1949)[27]
- Las llaves de la ciudad (1950) como Matrona de policía[19]
- Jim Thorpe, el declive de un campeón (1951) como Charlotte Thorpe[28]
- La espada de Montecristo (1951)[19]
- Hiawatha (1952) como Madre de Chibiabos.[19]

### Series de televisión
- Death Valley Days - "The Chivaree" como Rocky (7 de enero de 1953)
- The Range Rider - "Gold Hill" como Tillie Jenkins (1952)
- El Llanero Solitario - "Troubled Waters" como Emmy Bryson (9 de marzo de 1950)